# Pyongyang
Pyongyang (uitspraak en verouderde schrijfwijze: Pjongjang of Pchenjan) is de hoofdstad en regeringszetel van Noord-Korea. De stad ligt in het zuidwesten van het land aan de rivier de Taedong en telt ruim 3 miljoen inwoners. Het is daarmee de grootste stad van het land.

## Geschiedenis

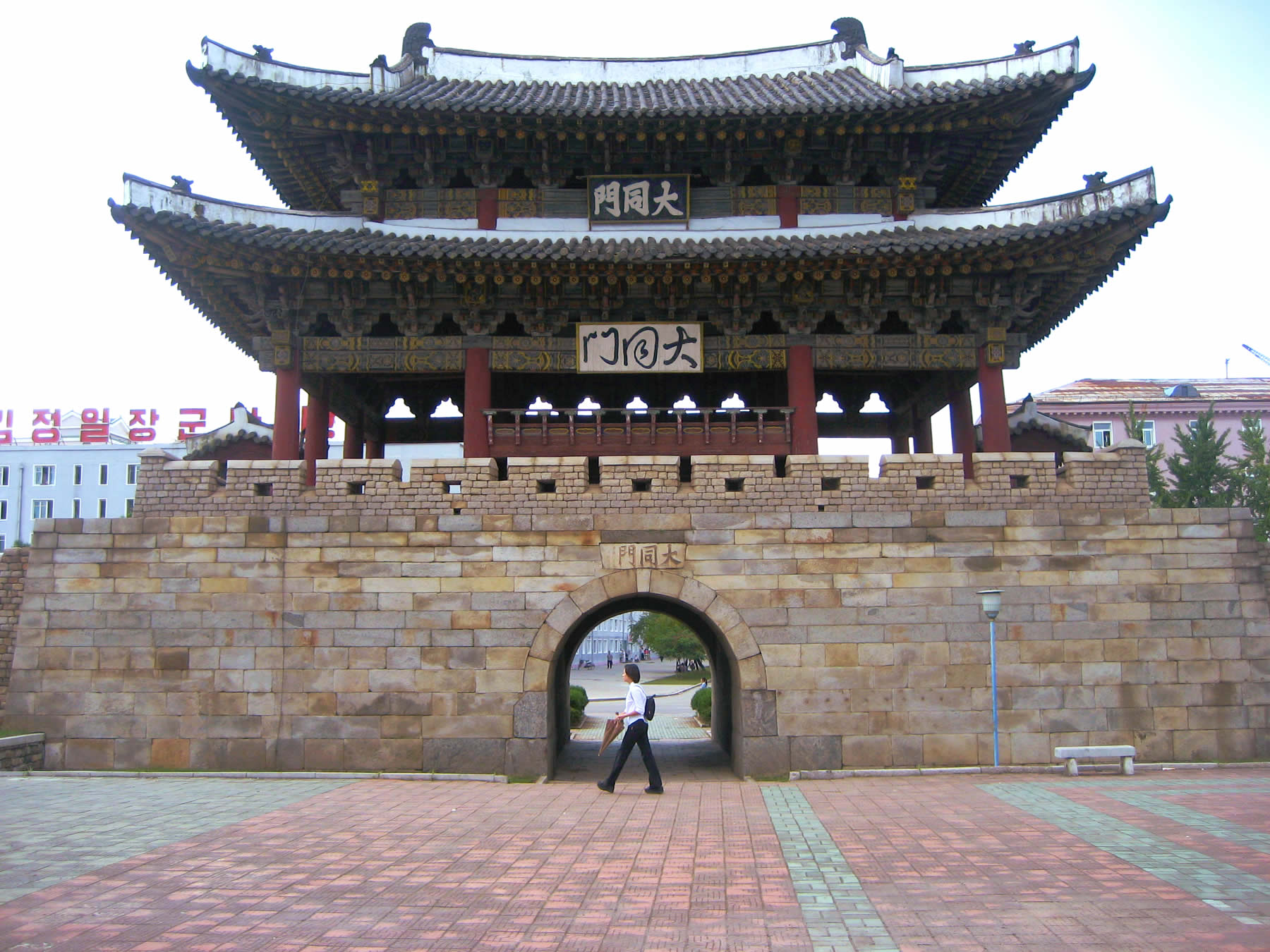
Taedongpoort

De eerste nederzettingen aan de rivier zijn ongeveer 2000 jaar geleden gesticht. In 427 werd de stad de hoofdstad van het koninkrijk Koguryo. In 668 kwam dat koninkrijk ten val door aanvallen vanuit China, waarna de stad gedurende lange tijd van de kaart verdween.
Ongeveer 250 jaar later werd de stad opnieuw gesticht en het werd de tweede hoofdstad van het koninkrijk Koryo, naast Kaesŏng. Sindsdien is de stad blijven groeien, ondanks het feit dat ze diverse malen aangevallen en veroverd werd, onder meer door Japanners en Mongolen.
In de Eerste Chinees-Japanse Oorlog (1894-1895) werd de stad vrijwel compleet verwoest. Vanaf 1910 volgde een periode van Japanse bezetting, die duurde tot het moment dat het Sovjetleger de stad, tegen het einde van de Tweede Wereldoorlog in 1945, bevrijdde. Voor de bevrijders werd een monument opgericht in 1947.
Pyongyang werd in 1948 de facto de hoofdstad van het nieuw uitgeroepen Noord-Korea, hoewel Seoel volgens de grondwet tot 1972 de officiële hoofdstad zou blijven. De stad heeft hevig geleden onder de Amerikaanse bombardementen in de Koreaanse Oorlog en was van 19 oktober tot 5 december 1950 korte tijd in handen van Amerikaanse en Zuid-Koreaanse troepen.

## Pyongyang nu
Na de Koreaanse Oorlog (1950-1953) werd er een vrijwel compleet nieuwe stad gebouwd, die het symbool moest zijn van het nieuwe, communistische Noord-Korea. De stad bestaat voor het grootste deel uit gebouwen in stalinistische stijl en typisch communistische betonnen flats. Niettemin zijn er enige gebouwen te vinden die in traditioneel Koreaanse stijl gebouwd zijn.
Op bijna iedere straathoek zijn beelden, posters of andere vormen van propaganda te vinden ter ere van de voormalige leiders en huidige leider van het land, respectievelijk Kim Il-sung, zoon Kim Jong-il en kleinzoon Kim Jong-un. Ook afbeeldingen van Vladimir Lenin en Karl Marx, de grondleggers van het communisme, zijn talrijk aanwezig.
Op diverse plaatsen staan grote monumenten ter ere van de leiders, het land of de juche-ideologie. Voorbeelden zijn de 170 meter hoge Juchetoren en de triomfboog, die net iets groter is dan de Arc de Triomphe (Parijs). Het hoogste gebouw van de stad is het 330 meter hoge Ryugyonghotel. Met de bouw werd begonnen in de jaren '80. Vanaf 1992 lag de bouw stil en het betonskelet werd jarenlang symbool van het verval van Noord-Korea. Tussen 2009 en 2013 is het gebouw alsnog voltooid.

## Transport
Door de stad lopen lange, brede en kaarsrechte straten. Ook is er een netwerk van trams, bussen, trolleybussen en twee metrolijnen. De metro is rijkelijk gedecoreerd met propagandistische kunst.
Vlak bij Pyongyang ligt de luchthaven Sunan. Een wekelijkse vlucht naar Peking is de belangrijkste reguliere internationale vlucht, maar regelmatig zijn er ook vluchten naar Bangkok, Macau, Vladivostok, Chabarovsk en Shenyang. Al deze vluchten worden verzorgd door de enige luchtvaartmaatschappij die landingsrechten heeft op Sunan, de nationale luchtvaartmaatschappij van Noord-Korea, Air Koryo.
Om de twee dagen is het mogelijk per trein naar de Chinese hoofdstad te reizen en eenmaal per week kan Moskou per trein bereikt worden.

## Stedenbanden
- Jakarta (Indonesië)
- Kathmandu (Nepal)
- Moskou (Rusland)
- Kuala Lumpur (Maleisië)
- Tianjin (China)

## Geboren in Pyongyang
- Kim Il-sung (1912-1994), president van Noord-Korea
- Kim Jong Chu (1920-2021), politicus
- Hong Yong-Jo (1982), voetballer
- Kim Yo-jong (1987), politica en diplomate
- Kim Ju-sik (1992), kunstschaatser
- Pak Kwang-ryong (1992), voetballer
- Ryom Tae-ok (1999), kunstschaatsster

## Galerij

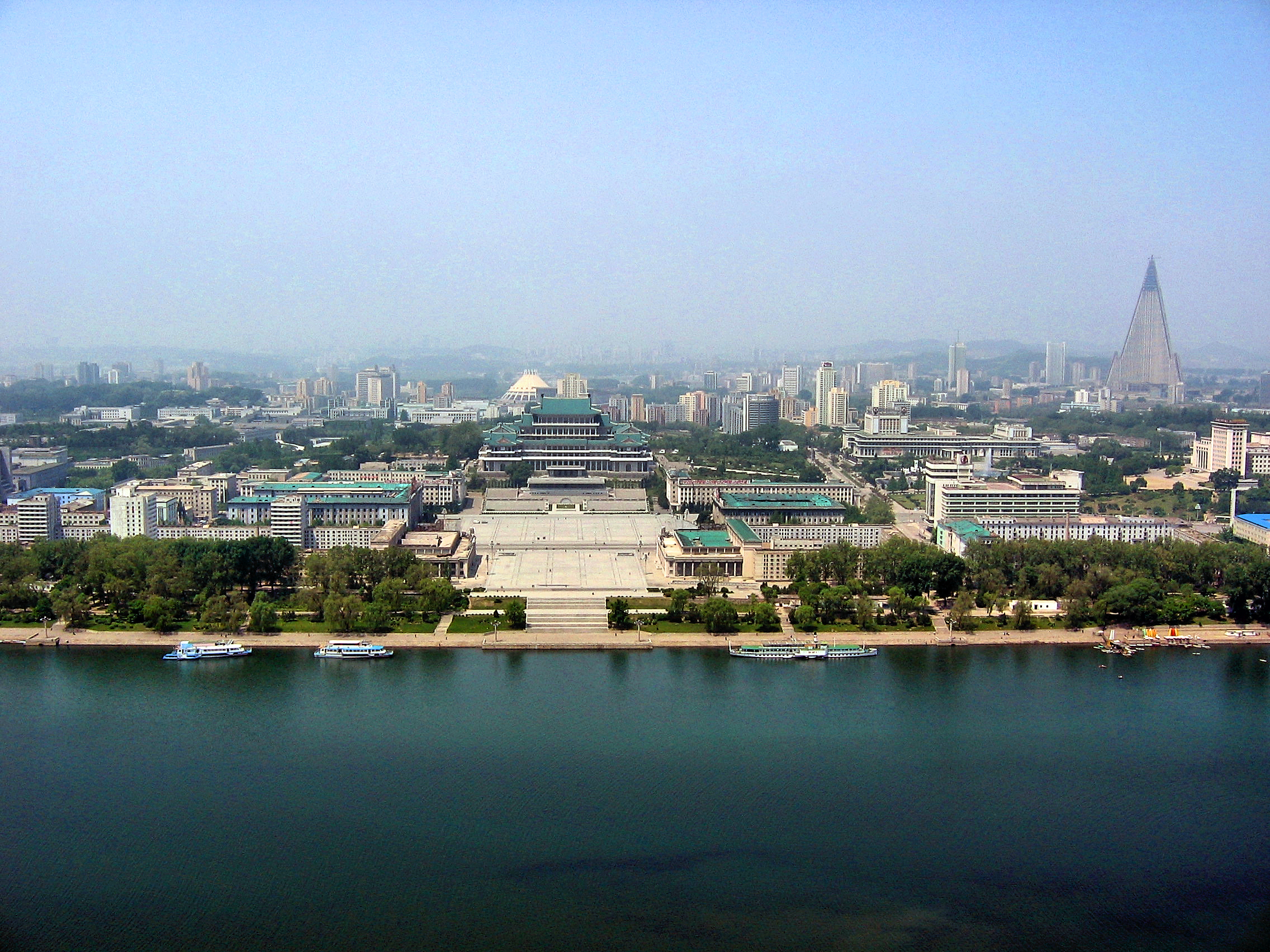
Kim Il-sungplein
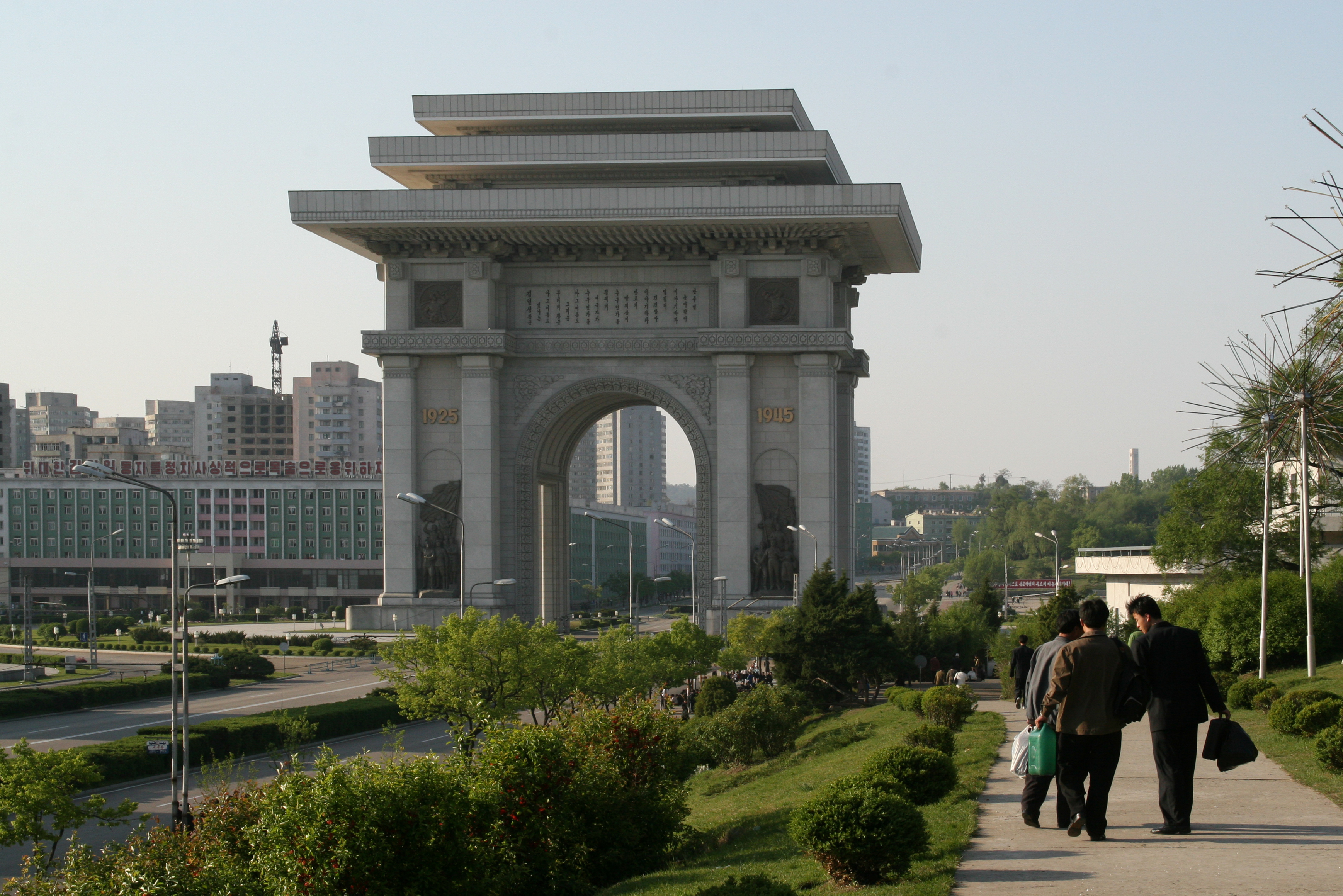
Triomfboog
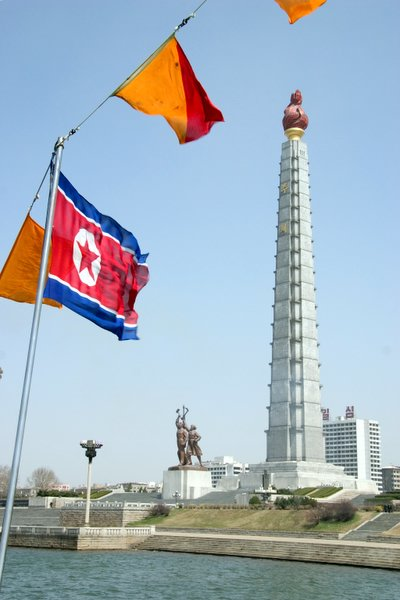
De Juchetoren
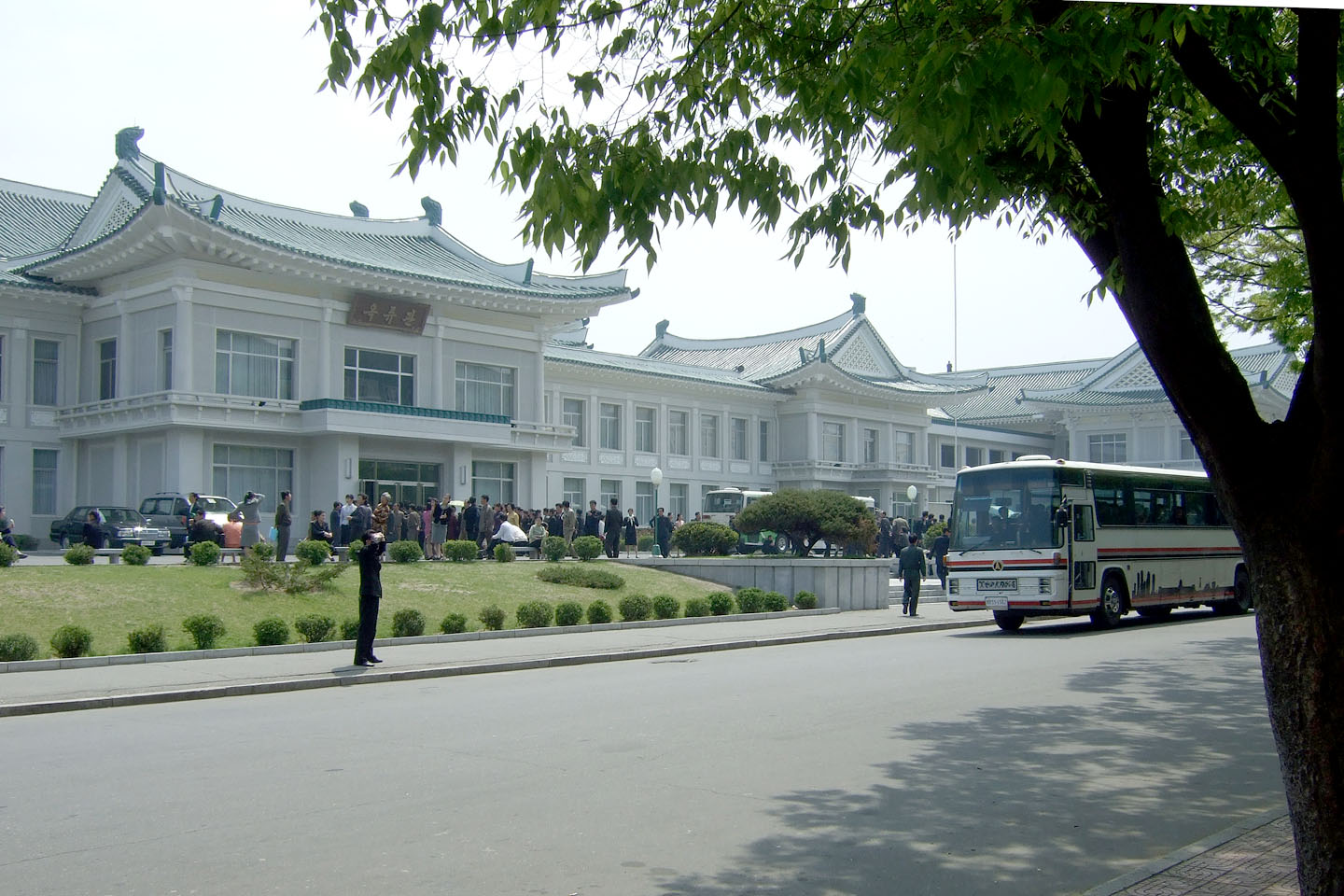
Restaurant in Pyongyang
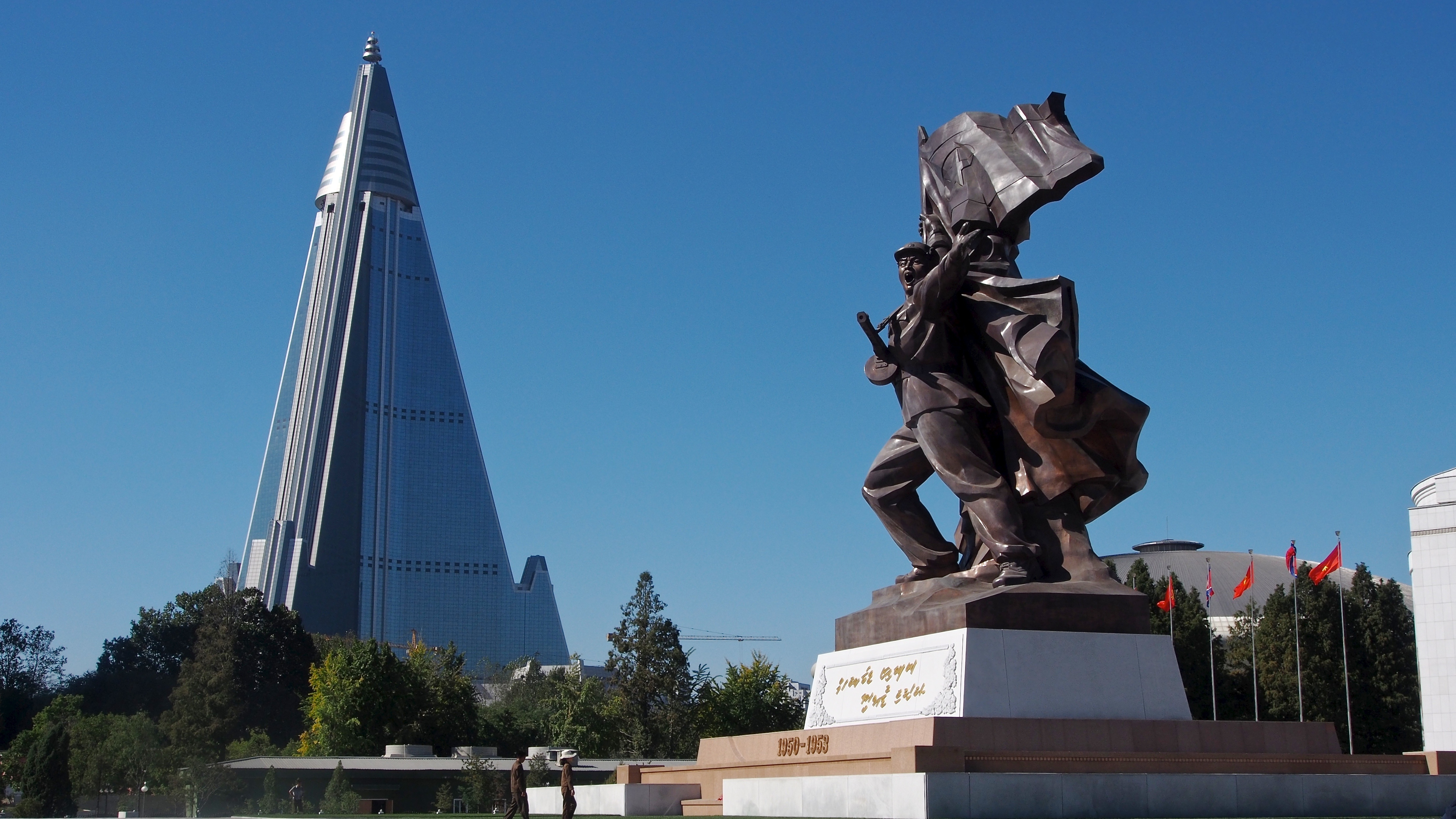
Ryugyonghotel
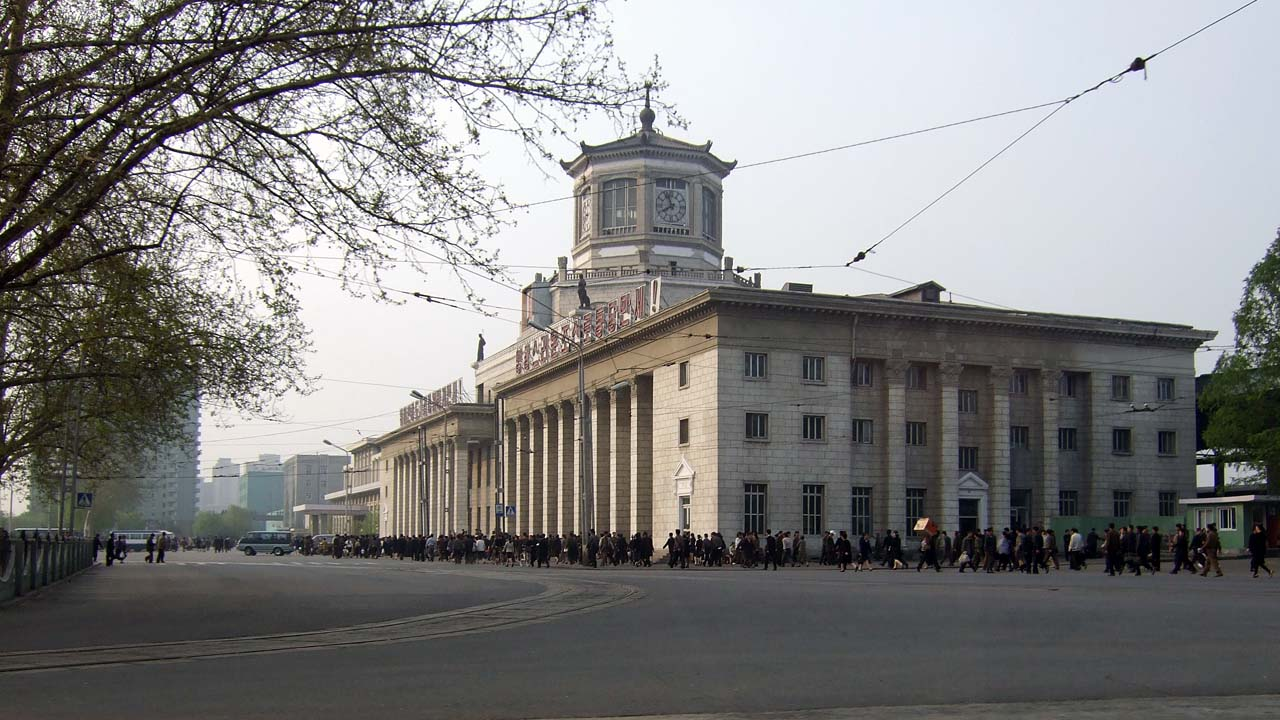
Station van Pyongyang
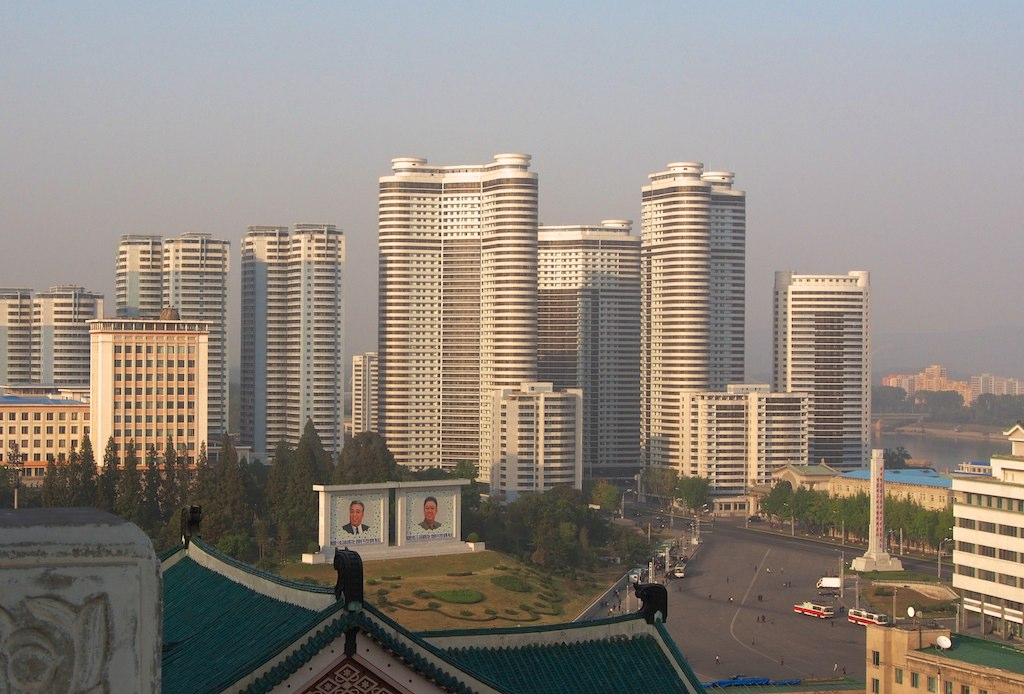
Moderne appartementen
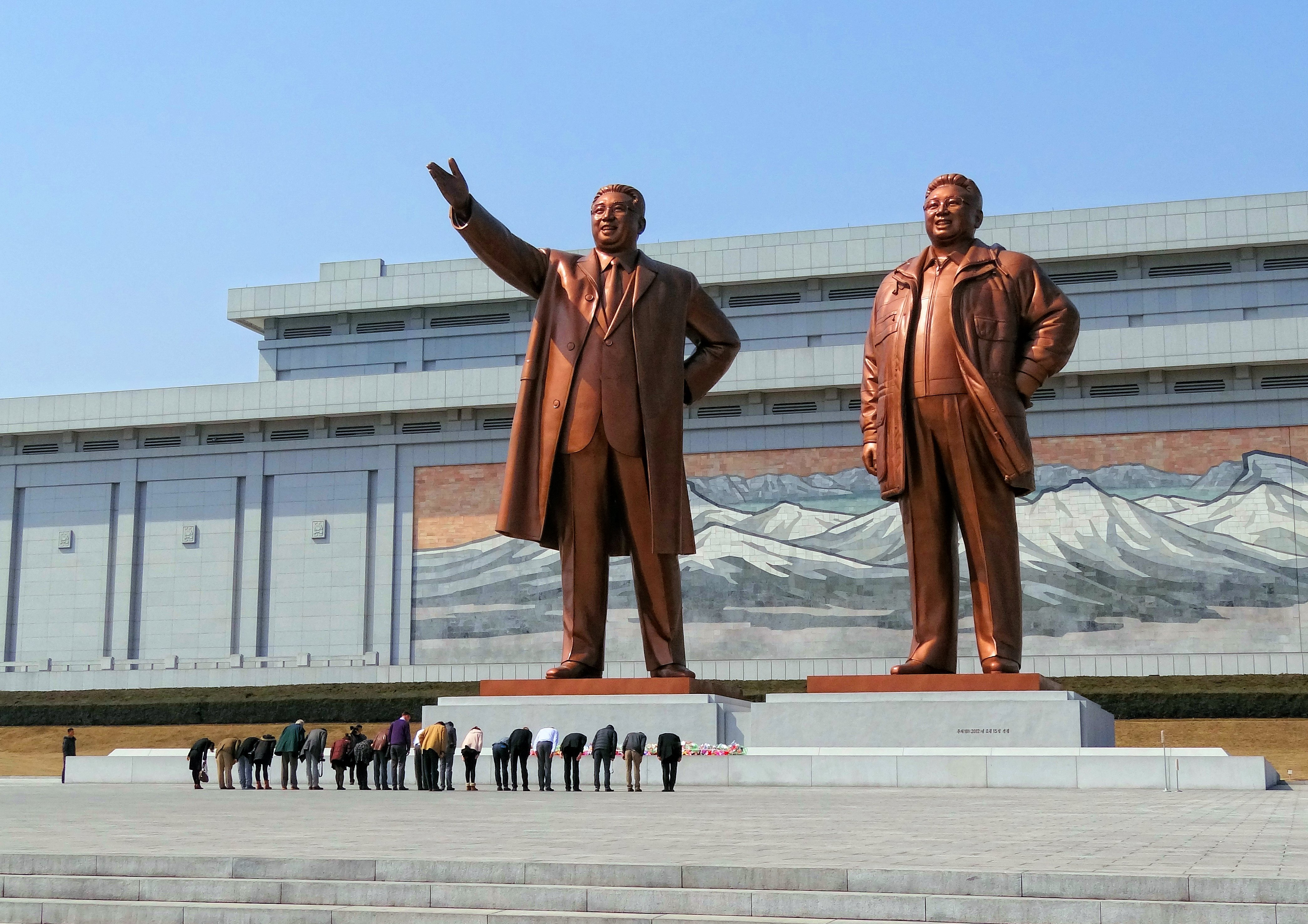
Standbeeld Kim Il-sung en Kim Jong-il
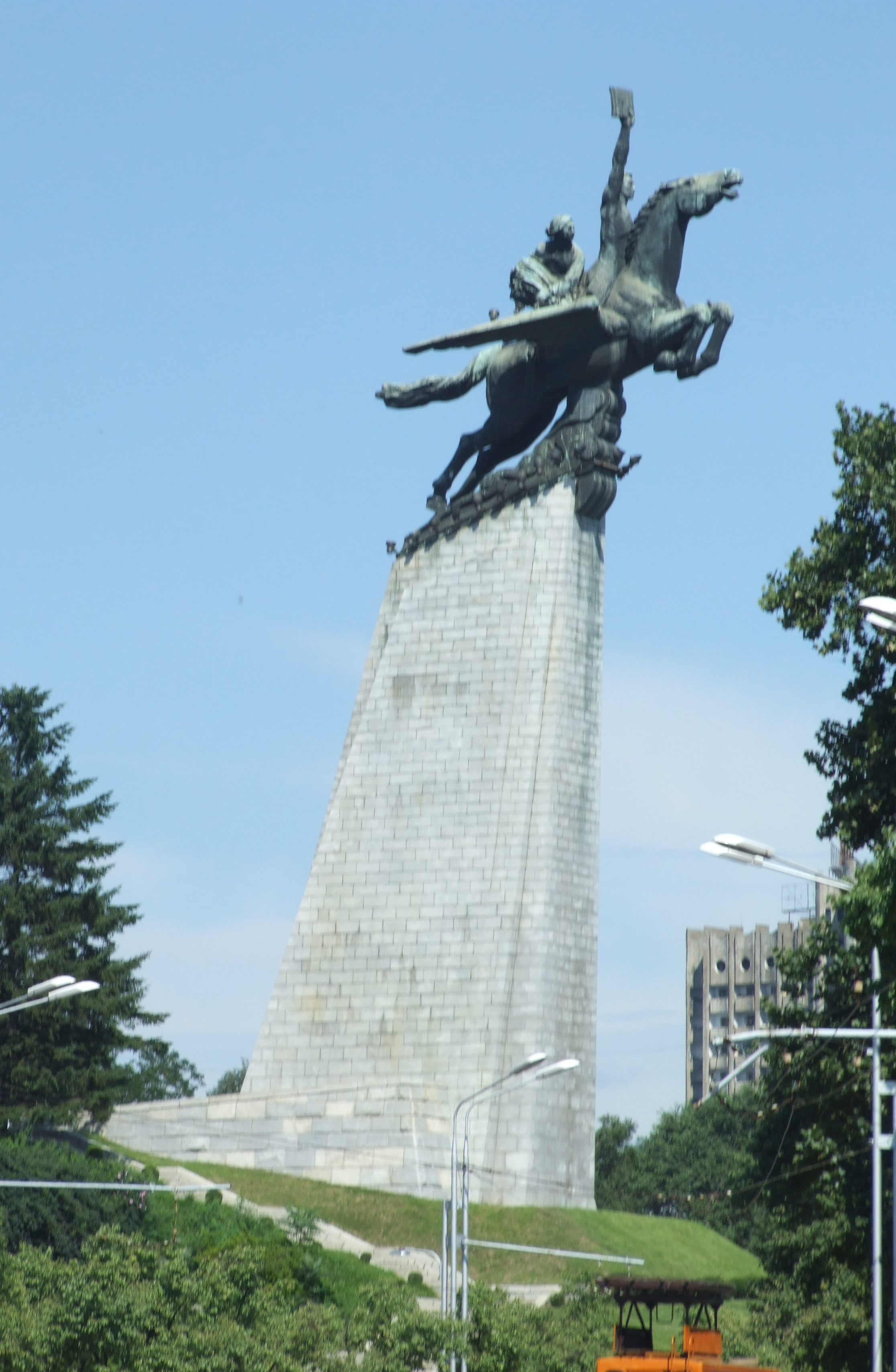
Chollima standbeeld
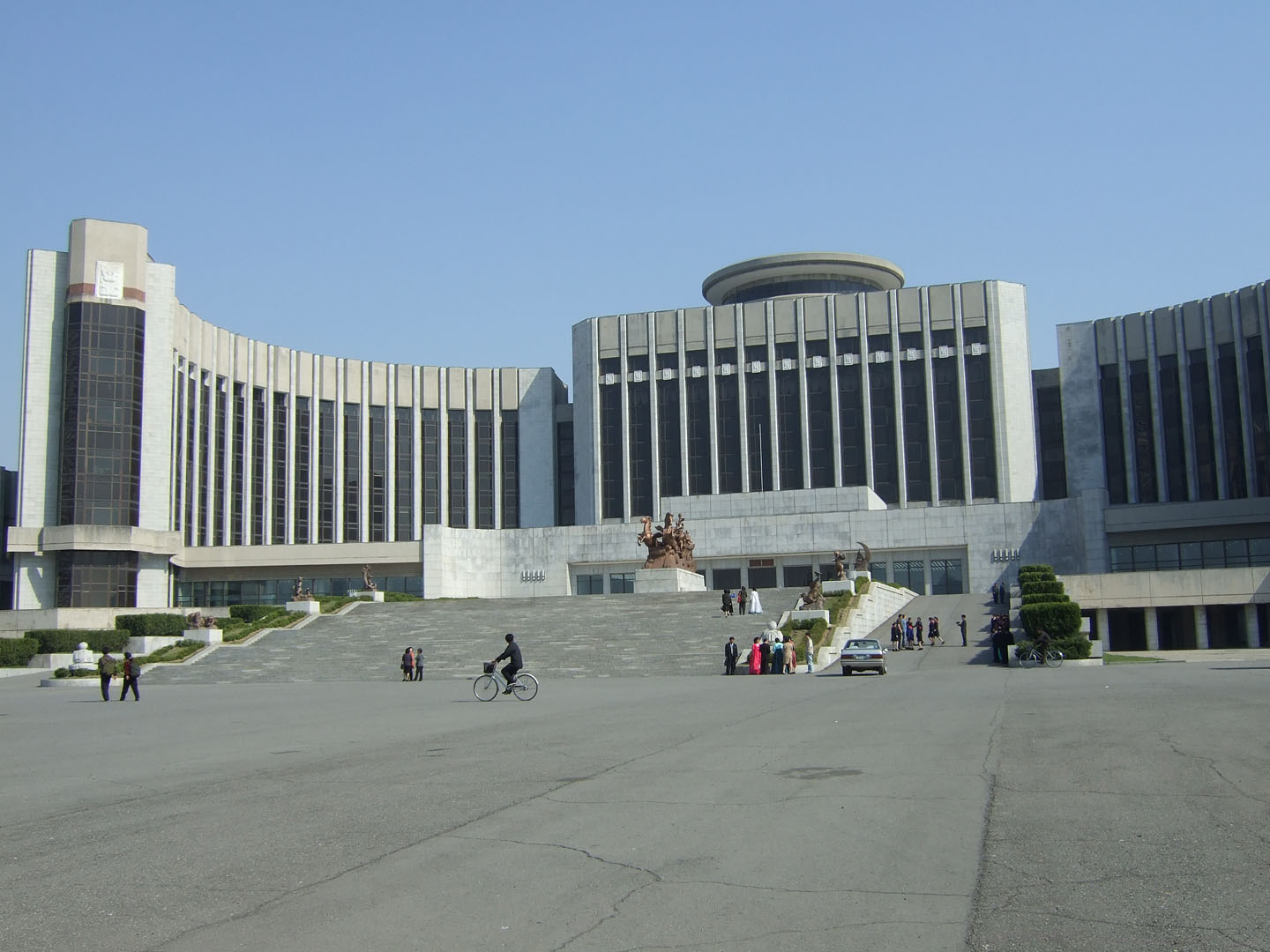
Schoolkinderpaleis
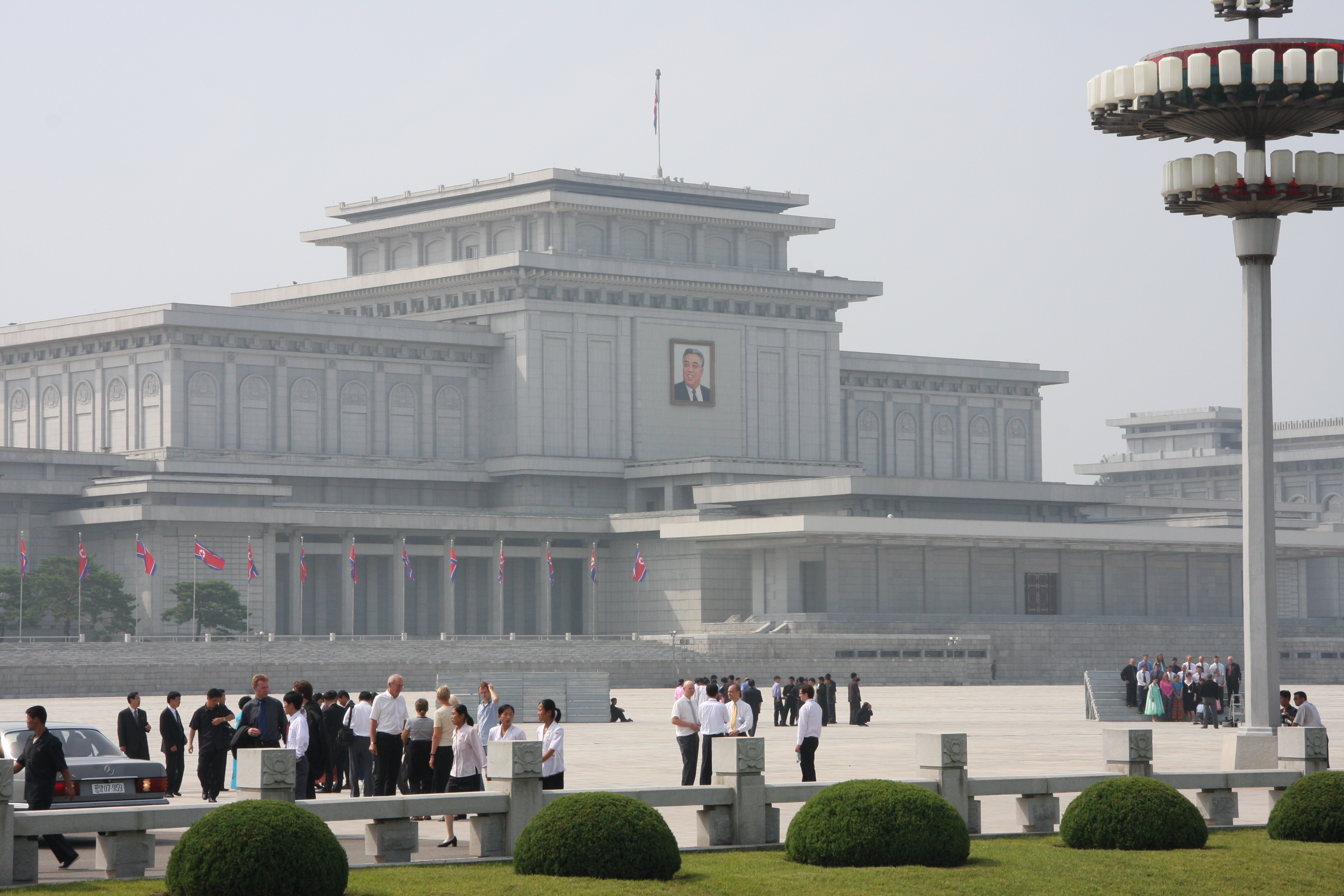
Kumsusanpaleis met mausoleum van Kim Il-sung en Kim Jong-il
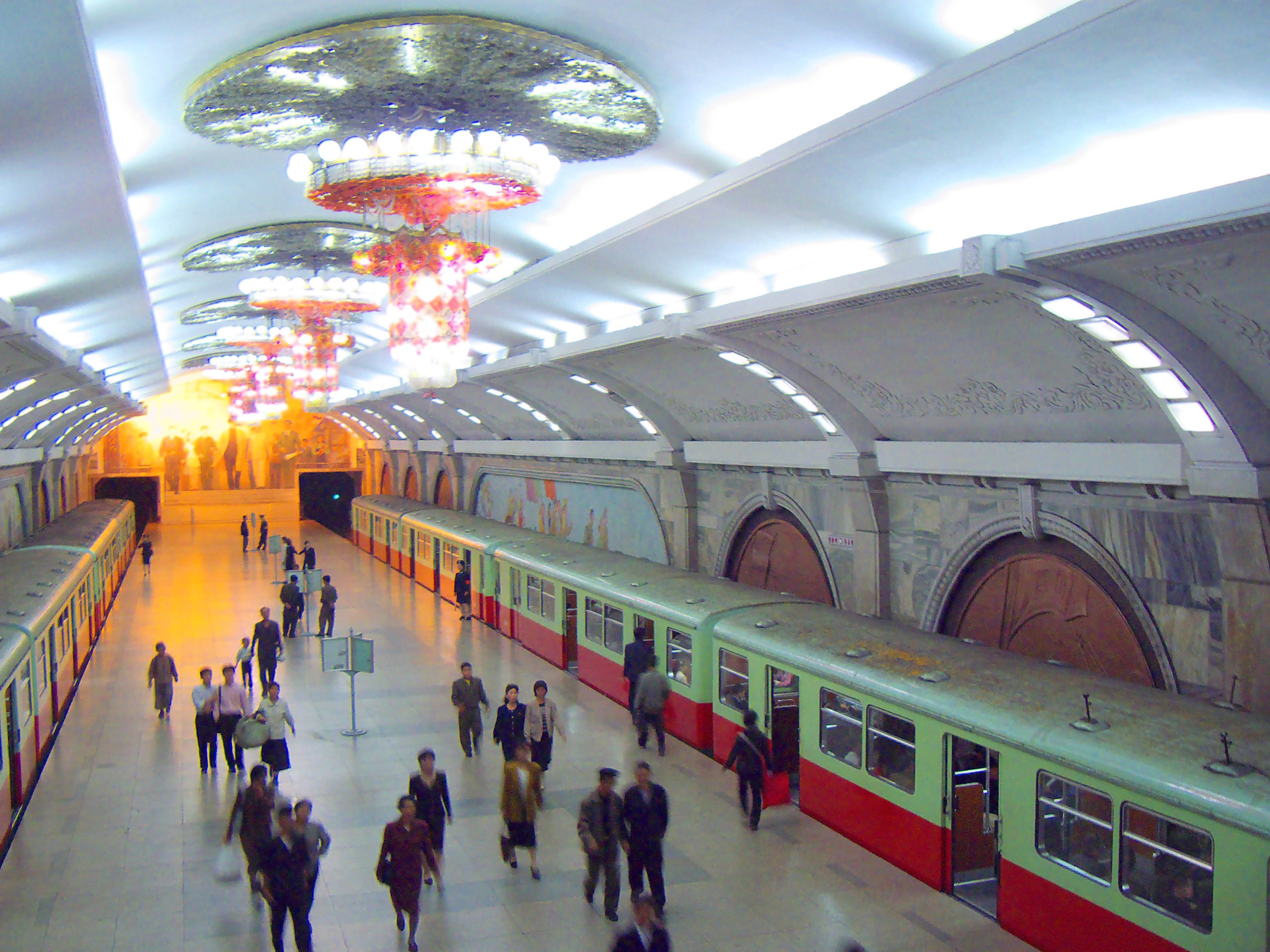
Metro van Pyongyang
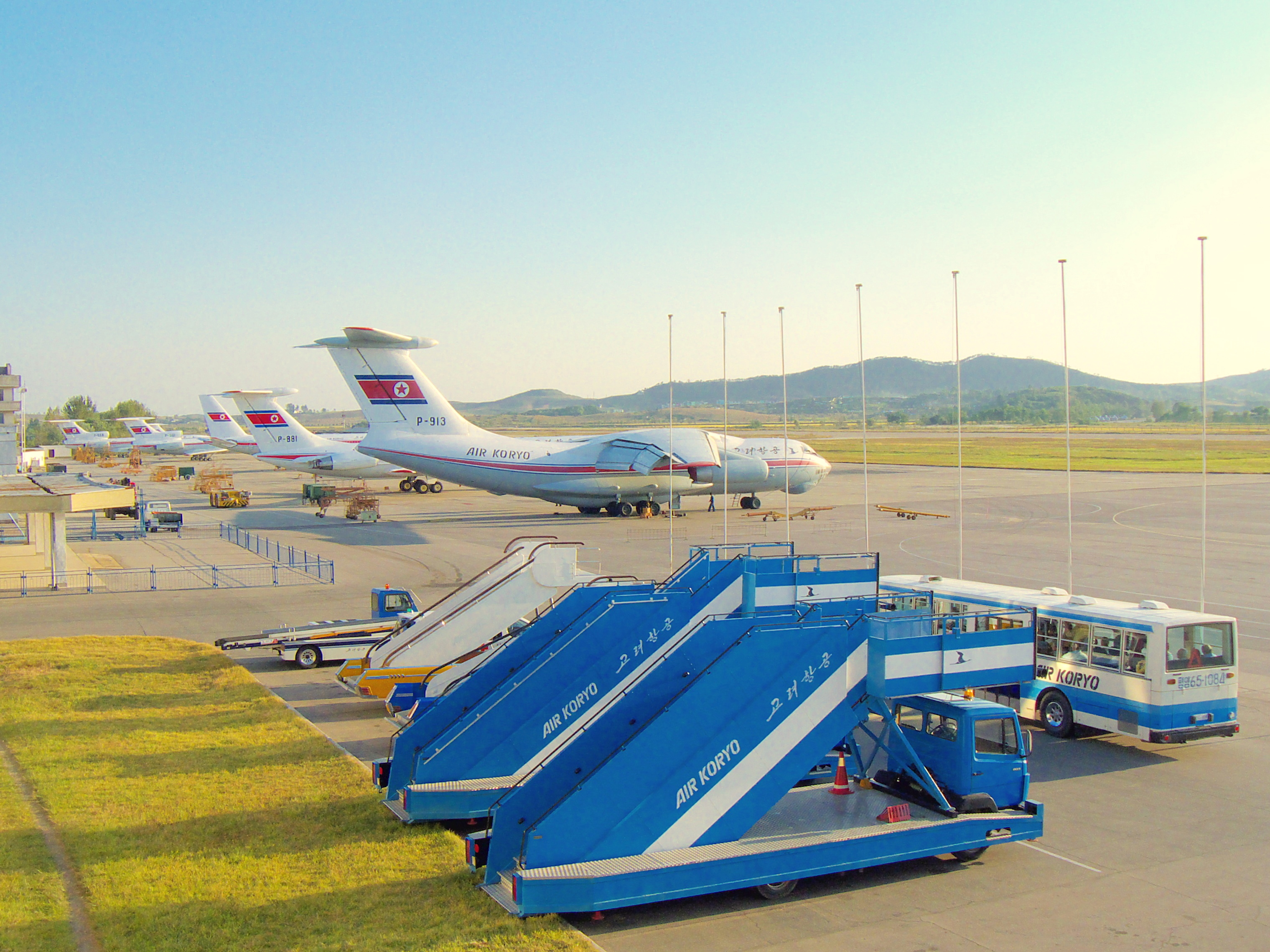
Sunan International Airport